# تقنية المجموعة الاسمية
تقنية المجموعة الاسمية أو الأسلوب الجماعي الاسمي (بالإنجليزية: Nominal Group Technique) هو أسلوب ابتكار جماعي يستخدم لتحديد الأولويات وصناعة الحلول لها واتخاذ القرار بشأنها. هذا الأسلوب يعتبر شكلاً من أشكال العصف الذهني وأسلوباً معززاً لعملية العصف الذهني وليس منفصلاً عنه أو قائماً بحد ذاته لأنه يضيف إلى العصف الذهني عملية تصويت لترتيب الأفكار التي خرج بها العصف الذهني من الأفكار الأكثر أهمية إلى الأقل أهمية حسب اعتقاد أو تصويت أغلب أعضاء المجموعة، ثم استخدام ذلك الترتيب في القيام بالمزيد من العصف الذهني لما يعتقد أنه الأكثر أهمية أو أولوية.
عند محترفي إدارة المشاريع، التعريب الرسمي لهذه التقنية هو «الأسلوب الجماعي الاسمي» حسب «الدليل المعرفي لإدارة المشروعات» الذي يصدره معهد إدارة المشاريع، ويعتبر الأسلوب الجماعي الاسمي أحد الأدوات والأساليب المستخدمة في عملية تجميع متطلبات المشروع، من ضمن كل من المهارات الشخصية ومهارات فريق العمل ككل.

## العملية
تقنية المجموعة الاسمية كعملية تتبع خطوات معينة يمكن تخليصها كالتالي:
- يطرح المنسّق أو الميسّر مسألة على مجموعة العصف الذهني
- يكتب كل عضو من أعضاء المجموعة أفكاره عن الحلول في كلمات أو جمل بسيطة ويسلمها إلى المنسق
- يعرض المنسق جميع الأفكار المطروحة على لوحة عرض أمام جميع أعضاء المجموعة
- يدير المنسق حواراً تناقش المجموعة فيه كلاً من تلك الأفكار حتى تكون مفهومة للجميع
- يقوم المنسق بدمج الأفكار المكررة أو المتشابهة جداً من بعضها في كلمة أو جملة واحدة شاملة لتجاوز التكرار أو الازدواجية
- بطريقة الإقتراع السري يكتب كل عضو من أعضاء المجموعة قائمة يختار فيها خمساً من تلك الأفكار مدرجاً إياها بالتسلسل حسب ما يعتقد أنه الأكثر أولوية ويسلمها إلى المنسق
- يقوم المنسق بتدوين الأصوات ويخرج بقائمة أكثر خمس من تلك الأفكار أهمية، أيضاً مدرجاً إياها بالتسلسل حسب ما يعتقد الأغلبية أنه الأكثر أولوية

من الضروري أن يكون المنسق من خارج المجموعة تماماً وأن يكون دوره حيادياً مسهلاً للعملية لا متحكماً بها.
من الممكن القيام بهذه العملية في اجتماع وجهاً لوجه أو في أجتماع إفتراضي يكون فيه الناقش والتصويت ألكترونياً بالكامل.

## تاريخ
تعتبر أساليب العصف الذهني ومن ضمها تقنية المجموعة الاسمية من النظريات والأساليب الحديثة التي تنحدر من الإتجاهات الأمريكية في تنمية القيادة الإبداعية. وتم تطبيق تقنية المجموعة الاسمية في البداية على تخطيط برامج تعليم البالغين  كما تم توظيفه كتقنية مفيدة في تصميم المناهج وتقييمها في المؤسسات التعليمية